# Teupitzer Gewässer

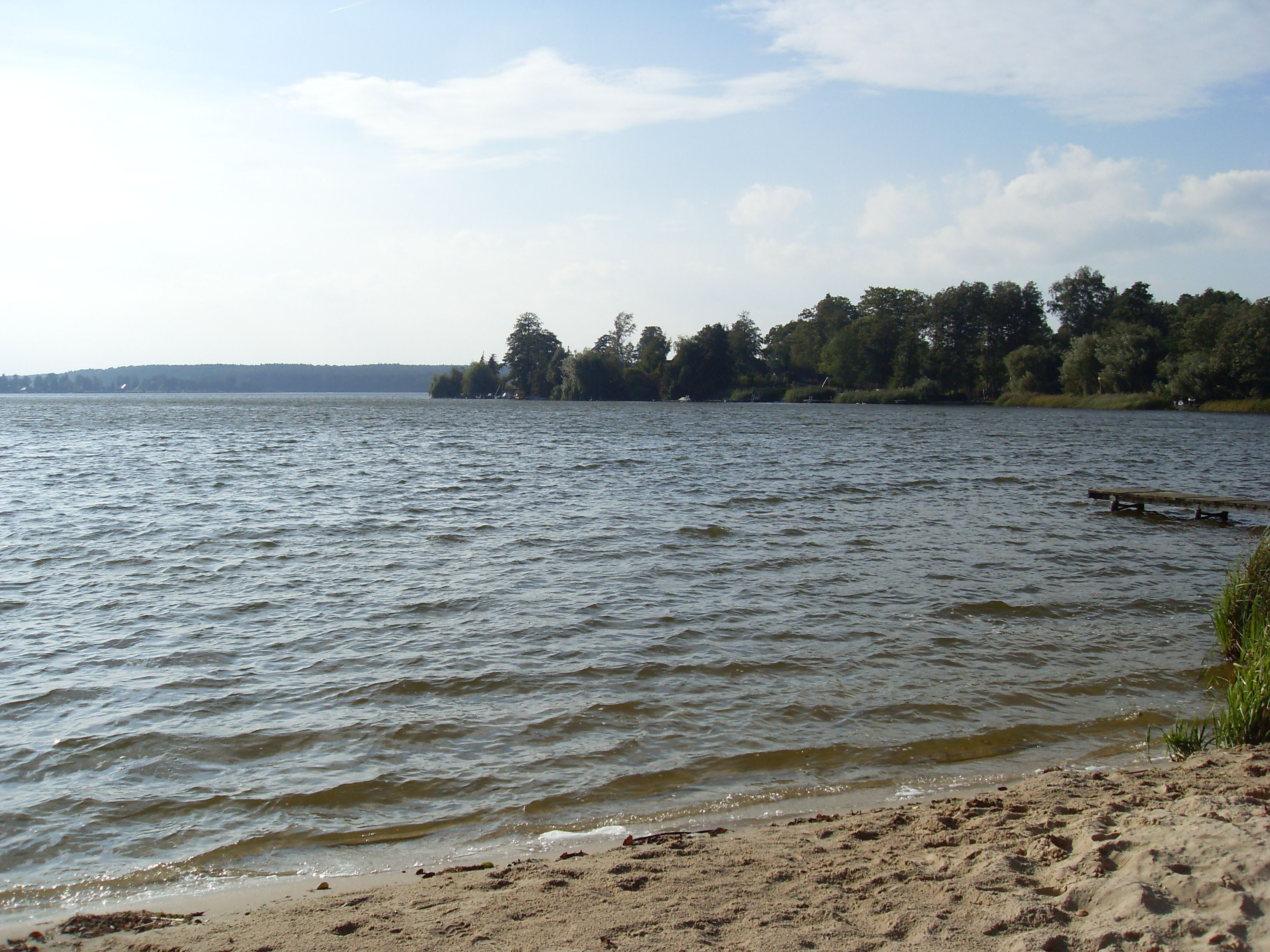
Teupitzer See

Die Teupitzer Gewässer sind eine durch Kanäle verbundene Seenkette im Landkreis Dahme-Spreewald in Brandenburg. Sie sind nach der Stadt Teupitz benannt, die auch Sitz des Amtes Schenkenländchen ist.

## Geographie
Das südwestliche Ende der Seenkette liegt im Teupitzer Ortsteil Egsdorf und führt in nordöstlicher Richtung über Schwerin, Groß Köris, den Wohnplatz Neubrück bis nach Prieros und mündet dort in die Dahme. Die Seenkette wird dabei von mehreren größeren Verkehrswegen gekreuzt. So verläuft zwischen dem Zemminsee und dem Kanalgraben in Nord-Süd-Richtung die Bundesautobahn 13 (bei km 12,52) sowie wenige Meter weiter östlich die Bahnstrecke Berlin–Görlitz, gefolgt von der Bundesstraße 179 am Übergang zwischen dem Klein Köriser See und dem Hölzernen See bis zur Bundesstraße 246 an der Dahme.
Die Gewässer selbst sind eine Bundeswasserstraße, die als Teupitzer Gewässer mit der Bezeichnung TpG geführt werden und vom Südwestende des Teupitzer Sees bis zur Einmündung in die Dahme-Wasserstraße bei km 26 eine Gesamtlänge von 18,3 km aufweist.

## Seen
| See               | Koordinaten              | Nachfolgender Kanal | Bemerkungen                                                     |
| ----------------- | ------------------------ | ------------------- | --------------------------------------------------------------- |
| Teupitzer See     | 52,1424° N, 13,6051° O   | -                   | mit den bewohnten Inseln Egsdorfer Horst und Tornows Werderchen |
| Schweriner See    | 52,1536° N, 13,6223° O   | Mochgraben (400 m)  |                                                                 |
| Zemminsee         | 52,16066° N, 13,63795° O | Köriser Graben      |                                                                 |
| Schulzensee       | 52,16532° N, 13,65404° O | -                   |                                                                 |
| Großer Moddersee  | 52,16936° N, 13,66295° O | -                   |                                                                 |
| Kleiner Moddersee | 52,1757° N, 13,6639° O   | Moddergraben        |                                                                 |
| Klein Köriser See | 52,1753° N, 13,6943° O   | -                   |                                                                 |
| Hölzerner See     | 52,193° N, 13,7072° O    | -                   |                                                                 |
| Schmöldesee       | 52,2072° N, 13,7443° O   | -                   |                                                                 |
| Huschtesee        | 52,2197° N, 13,76086° O  | -                   |                                                                 |
|                   | 52,22333° N, 13,76346° O | -                   | Einmündung in die Dahme-Wasserstraße bei km 26                  |

## Ökologie
Durch die Seenkette verläuft zwischen dem Zemninsee und dem Schulzensee (parallel zur Autobahn 13) die Grenze des Naturparks Dahme-Heideseen. Die drei südwestlichen Seen (Teupitzer, Schweriner, Zemninsee) liegen außerhalb des Naturparks, dabei grenzen das Südufer des Teupitzer Sees und das Ostufer des Zemninsees an den Park. Die sieben Seen, die sich in nordöstliche Richtung anschließen, gehören komplett zum Naturpark.
An den Uferzonen wechseln sich Flechten-Kiefernwälder, Sandtrockenrasenflächen und Laubmischwälder ab. Obwohl die Seenkette von zahlreichen Entwässerungsgraben gespeist wird, existieren nährstoffarme Kessel- und Verlandungsmoore. Dort kann unter anderem der Eisvogel beobachtet werden. Auf den Feuchtwiesen wachsen Orchideen, die Kümmel-Silge und die Pracht-Nelke. Die Luft wird von gefährdeten Tieren wie dem Fisch- und Seeadler bevölkert. In den Seen leben der Aal, Barsche, Karpfen, Schleie, Wels und Weißfische. Der ebenfalls gefährdete Fischotter wurde auch nachgewiesen.

## Tourismus

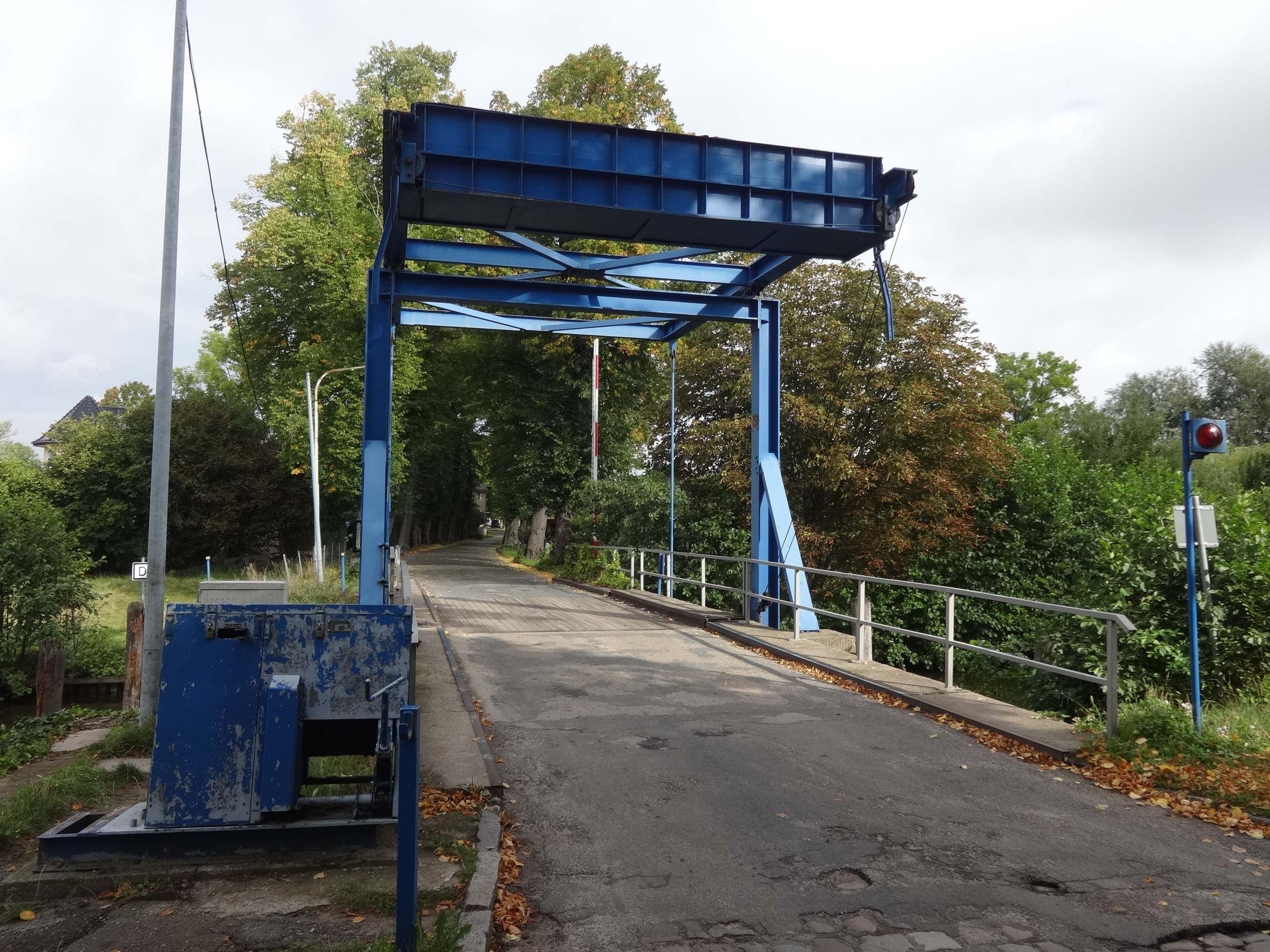
Zugbrücke in Groß Köris

Die Seen und die angrenzenden Uferzonen werden touristisch genutzt. Als Bundeswasserstraße darf die Seenkette von Motorbooten befahren werden. Eine Schifffahrtsgesellschaft bietet von einem Anlegesteg am Teupitzer See Fahrten über die zehn Seen bis nach Prieros an. Bei Kilometer 8,45 auf dem Klein Köriser See existiert eine für Wasserski freigegebene Strecke. Dort finden im Sommer regelmäßig Drachenbootrennen statt. An den Ufern existieren mehrere Feriensiedlungen, Campingplätze, Liegeplätze für Hausboote und Slipanlagen. Der Deutsche Anglerverband betreibt mehrere Angelstellen entlang der Seenkette.
Die Wasserqualität der Jahre 2012 bis 2015 wurde an verschiedenen Messstellen im Jahr 2016 vom Landesamt für Arbeitsschutz, Verbraucherschutz und Gesundheit mit „ausgezeichnet“ bewertet.

## Sehenswürdigkeiten
- Naturschutzgebiet Mühlenfließ-Sägebach am südlichen Ufer des Teupitzer Sees im Teupitzer Ortsteil Neuendorf
- Überreste des Schlosses Teupitz auf einer Halbinsel im Teupitzer See
- Zugbrücke bei km 11,33 über den Köriser Graben, technisches Denkmal
- Naturschutzgebiet Löptener Fenne–Wustrickwiesen am südlichen Ufer des Großen Moddersees